# エターナリー (チャールズ・チャップリンの曲)
「エターナリー」（Eternally）は、チャールズ・チャップリン監督・主演による1952年公開の映画『ライムライト』の主題歌。チャップリンの自作曲で、作詞はジェフリー・パーソンズ、ジョン・ターナー。第45回アカデミー作曲賞を受賞した。「テリーのテーマ」（Terry's Theme ）の別称もある。チャップリンはニューヨーク・シティ・バレエ団のスターのアンドレ・エグレフスキーとメリッサ・ヘイドンにこの曲がバレエに合うかを相談したところ、2人は曲に惚れ込んで、映画でのバレエの振り付けや出演に加わった。
1975年にチャップリンがナイトに叙された時にも流された。

## カバーをした主なアーティスト
- ジミー・ヤング（英語版）
- 李香蘭（山口淑子）：「とこしえに」（日本語）「心曲」（北京語）
- フリオ・イグレシアス
- ペトゥラ・クラーク
- ミシェル・ルグラン
- サラ・ヴォーン
- ロジャー・ウィテッカー
- エンゲルベルト・フンパーディンク
- アマリア・ロドリゲス
- 森山良子：『Eternally 〜エターナリー〜』
- 西城秀樹：『ライムライト』（アルバム『HIDEKI RECITAL - 秋ドラマチック』に収録）。

ほか